# Hangenbieten
Hangenbieten  est une commune française située dans la circonscription administrative du Bas-Rhin et, depuis le 1er janvier 2021, dans le territoire de la Collectivité européenne d'Alsace, en région Grand Est.
Cette commune se trouve dans la région historique et culturelle d'Alsace.
Anciennement appelée « Hangebietenheim », ce nom fut raccourci pour devenir définitivement Hangenbieten.

## Géographie
Hangenbieten est située à 2 km de l'aéroport de Strasbourg Entzheim et à 10 km à l'ouest du centre-ville de Strasbourg.
Le village est traversé par le canal de la Bruche, longé de sa piste cyclable reliant Strasbourg à Molsheim.

### Hydrographie

#### Réseau hydrographique
La commune est dans le bassin versant du Rhin au sein du bassin Rhin-Meuse. Elle est drainée par la Bruche, le Bras d'Altorf et le canal de la Bruche,.
La Bruche, d'une longueur de 77 km, prend sa source dans la commune de Urbeis et se jette  dans l'Ill à Strasbourg, après avoir traversé 37 communes. Les caractéristiques hydrologiques de la Bruche sont données par la station hydrologique située sur la commune de Holtzheim. Le débit moyen mensuel est de 8,04 m3/s. Le débit moyen journalier maximum est de 169 m3/s, atteint lors de la crue du 16 février 1990. Le débit instantané maximal est quant à lui de 185 m3/s, atteint le même jour.
Le Bras d'Altorf, d'une longueur de 13 km, prend sa source dans la commune de Molsheim et se jette  dans la Bruche sur la commune, après avoir traversé huit communes. 
Le canal de la Bruche, d'une longueur de 19 km, reliait initialement Soultz-les-Bains, près de Molsheim à Strasbourg où il rejoint l'Ill, dans le quartier de la Montagne Verte. 

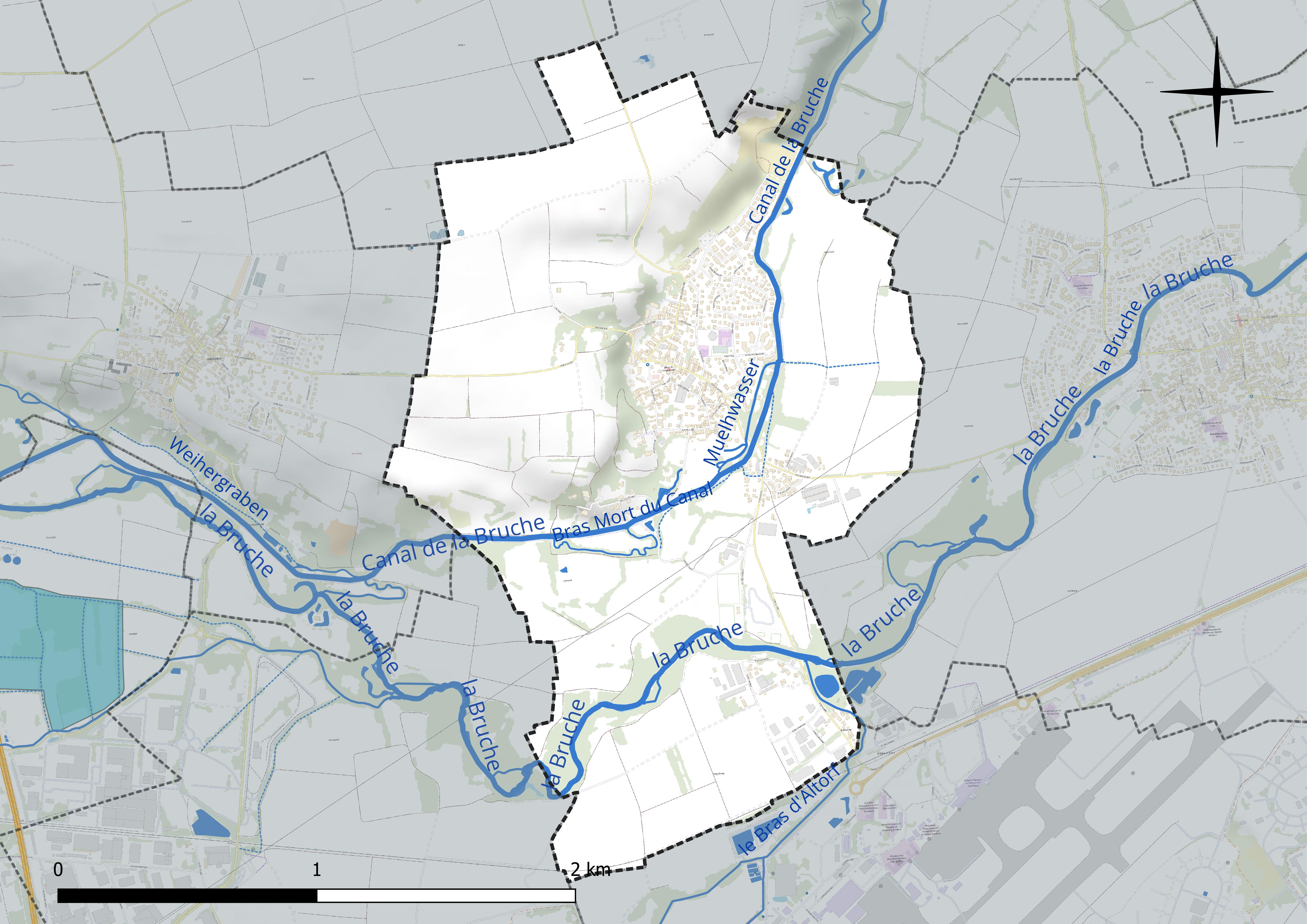
Réseau hydrographique de Hangenbieten.

Un plan d'eau complète le réseau hydrographique : l'étang Marcel Cillmann (0,1 ha),.

#### Gestion et qualité des eaux
Le territoire communal est couvert par le schéma d'aménagement et de gestion des eaux (SAGE) « Ill Nappe Rhin ». Ce document de planification concerne la nappe phréatique rhénane, les cours d'eau de la plaine d'Alsace et du piémont oriental du Sundgau, les canaux situés entre l'Ill et le Rhin et les zones humides de la plaine d'Alsace. Le périmètre s’étend sur 3 596 km2. Il a été approuvé le 17 janvier 2005. La structure porteuse de l'élaboration et de la mise en œuvre est la région Grand Est. 
La qualité des cours d’eau peut être consultée sur un site dédié géré par les agences de l’eau et l’Agence française pour la biodiversité. 

### Climat
Pour des articles plus généraux, voir Climat du Grand Est et Climat du Bas-Rhin.
En 2010, le climat de la commune est de type climat des marges montargnardes, selon une étude du Centre national de la recherche scientifique s'appuyant sur une série de données couvrant la période 1971-2000. En 2020, Météo-France publie une typologie des climats de la France métropolitaine dans laquelle la commune est exposée à un climat semi-continental et est dans la région climatique  Alsace, caractérisée par une pluviométrie faible, particulièrement en automne et en hiver, un été chaud et bien ensoleillé, une humidité de l’air basse au printemps et en été, des vents faibles et des brouillards fréquents en automne (25 à 30 jours). 
Pour la période 1971-2000, la température annuelle moyenne est de 10,5 °C, avec une amplitude thermique annuelle de 17,7 °C. Le cumul annuel moyen de précipitations est de 676 mm, avec 8,3 jours de précipitations en janvier et 10,3 jours en juillet. Pour la période 1991-2020, la température moyenne annuelle observée sur la station météorologique de Météo-France la plus proche, « Strasbourg-Entzheim », sur la commune d'Entzheim à 3 km à vol d'oiseau, est de 11,4 °C et le cumul annuel moyen de précipitations est de 635,7 mm. 
La température maximale relevée sur cette station est de 38,9 °C, atteinte le 25 juillet 2019 ; la température minimale est de −23,6 °C, atteinte le 23 janvier 1942,,. 
Les paramètres climatiques de la commune ont été estimés pour le milieu du siècle (2041-2070) selon différents scénarios d'émission de gaz à effet de serre à partir des nouvelles projections climatiques de référence DRIAS-2020. Ils sont consultables sur un site dédié publié par Météo-France en novembre 2022.

## Urbanisme

### Typologie
Au 1er janvier 2024, Hangenbieten est catégorisée ceinture urbaine, selon la nouvelle grille communale de densité à sept niveaux définie par l'Insee en 2022.
Elle appartient à l'unité urbaine d'Entzheim, une agglomération intra-départementale regroupant quatre  communes, dont elle est ville-centre,,. Par ailleurs la commune fait partie de l'aire d'attraction de Strasbourg (partie française), dont elle est une commune de la couronne,. Cette aire, qui regroupe 268 communes, est catégorisée dans les aires de 700 000 habitants ou plus (hors Paris),.

### Occupation des sols
L'occupation des sols de la commune, telle qu'elle ressort de la base de données européenne d’occupation biophysique des sols Corine Land Cover (CLC), est marquée par l'importance des territoires agricoles (86,8 % en 2018), en diminution par rapport à 1990 (89,3 %). La répartition détaillée en 2018 est la suivante : 
terres arables (58,4 %), zones agricoles hétérogènes (28,4 %), zones urbanisées (11,5 %), zones industrielles ou commerciales et réseaux de communication (1,7 %). L'évolution de l’occupation des sols de la commune et de ses infrastructures peut être observée sur les différentes représentations cartographiques du territoire : la carte de Cassini (XVIIIe siècle), la carte d'état-major (1820-1866) et les cartes ou photos aériennes de l'IGN pour la période actuelle (1950 à aujourd'hui).

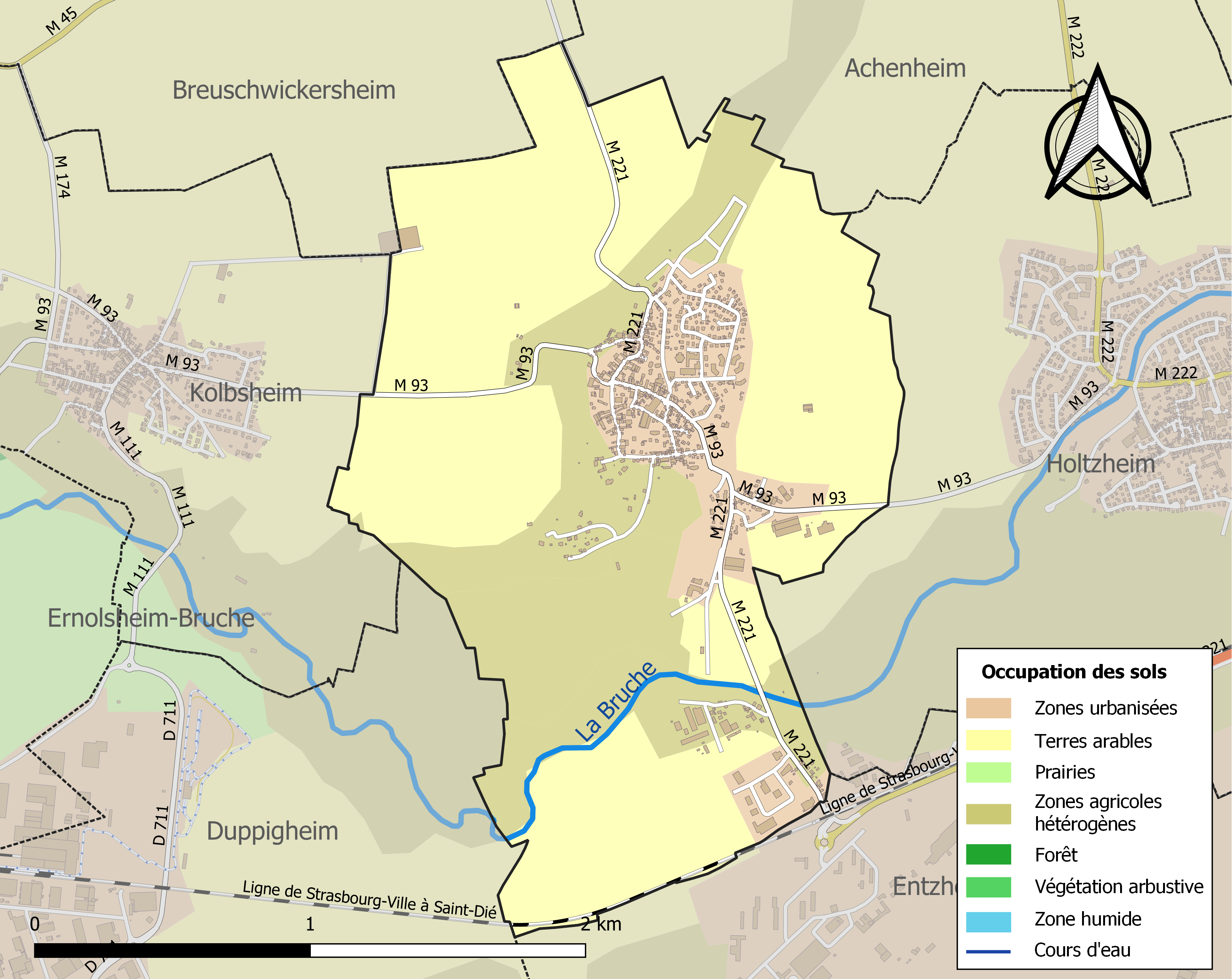
Carte des infrastructures et de l'occupation des sols de la commune en 2018 (CLC).

## Histoire

### Archéologie
C'est à Hangenbieten, mais aussi à Achenheim que l'on trouve les traces des premiers hommes en Alsace. Il s'agit en fait des outils d'homo erectus, vieux d'environ 700 000 ans, et découverts dans les lœssières.

### Héraldique
| Blason de Hangenbieten | Blason  | D'azur au dextrochère bénissant de saint Jean l'Evangéliste d'argent paré d'or, mouvant en chef du flanc senestre, au calice aussi d'or, duquel sort un serpent tortillé de gueules. |
| Blason de Hangenbieten | Détails | |

## Transports
Hangenbieten est desservi par les lignes 209 de Fluo Grand Est, la ligne 44 et Flex'hop de la Compagnie des transports strasbourgeois:
| Arrêt              | correspondance          | type d'arrêt                                      |  |
| ------------------ | ----------------------- | ------------------------------------------------- |  |
| Hangenbieten Marie | ligne 209, 44, Flex'hop | Arrêt desservi dans les deux sens, arrêt Flex'hop |  |
| Colverts           | ligne 44, Flex'hop      | Arrêt desservi dans les deux sens, arrêt Flex'hop |  |
| Seigneurs          | Ligne 209, Flex'hop     | arrêt desservi dans les deux sens, arrêt Flex'hop |  |
| Bouleaux           | Flex'hop                | arrêt Flex'hop                                    |  |
| Forgerons          | Flex'hop                | arrêt Flex'hop                                    |  |

## Politique et administration
| Période                                  | Période  | Identité       | Étiquette | Qualité                                         |
| ---------------------------------------- | -------- | -------------- | --------- | ----------------------------------------------- |
| 2001                                     | mai 2020 | André Bieth    | DVD       | 1er vice-président de la communauté de communes |
| mai 2020                                 | En cours | Laurent Ulrich |           |                                                 |
| Les données manquantes sont à compléter. |          |                |           |                                                 |

## Démographie
L'évolution du nombre d'habitants est connue à travers les recensements de la population effectués dans la commune depuis 1793. Pour les communes de moins de 10 000 habitants, une enquête de recensement portant sur toute la population est réalisée tous les cinq ans, les populations de référence des années intermédiaires étant quant à elles estimées par interpolation ou extrapolation. Pour la commune, le premier recensement exhaustif entrant dans le cadre du nouveau dispositif a été réalisé en 2004.

En 2022, la commune comptait 1 788 habitants, en évolution de +18,57 % par rapport à 2016 (Bas-Rhin : +3,17 %, France hors Mayotte : +2,11 %).
| 1793 | 1800 | 1806 | 1821 | 1831 | 1836 | 1841 | 1846 | 1851 |
| ---- | ---- | ---- | ---- | ---- | ---- | ---- | ---- | ---- |
| 359  | 381  | 378  | 490  | 494  | 503  | 490  | 528  | 522  |

| 1856 | 1861 | 1866 | 1871 | 1875 | 1880 | 1885 | 1890 | 1895 |
| ---- | ---- | ---- | ---- | ---- | ---- | ---- | ---- | ---- |
| 521  | 524  | 525  | 522  | 522  | 523  | 519  | 523  | 555  |

| 1900 | 1905 | 1910 | 1921 | 1926 | 1931 | 1936 | 1946 | 1954 |
| ---- | ---- | ---- | ---- | ---- | ---- | ---- | ---- | ---- |
| 533  | 553  | 607  | 574  | 651  | 684  | 693  | 694  | 758  |

| 1962 | 1968 | 1975 | 1982  | 1990  | 1999  | 2004  | 2006  | 2009  |
| ---- | ---- | ---- | ----- | ----- | ----- | ----- | ----- | ----- |
| 790  | 859  | 949  | 1 000 | 1 149 | 1 299 | 1 440 | 1 476 | 1 484 |

| 2014  | 2019  | 2022  | - | - | - | - | - | - |
| ----- | ----- | ----- | - | - | - | - | - | - |
| 1 515 | 1 647 | 1 788 | - | - | - | - | - | - |

## Services à la population
- Pompiers : Molsheim.
- Gendarmerie : Wolfisheim.
- Collège de secteur : collège Paul-Wernert d'Achenheim.
- Lycée de secteur : lycée Marcel-Rudloff à Strasbourg-Hautepierre.

## Lieux et monuments
- Caverne païenne.
- Site de fouilles archéologiques.
- Fontaine.
- Église protestante.
- Église catholique.
- Hall des sports.
- Médiathèque.

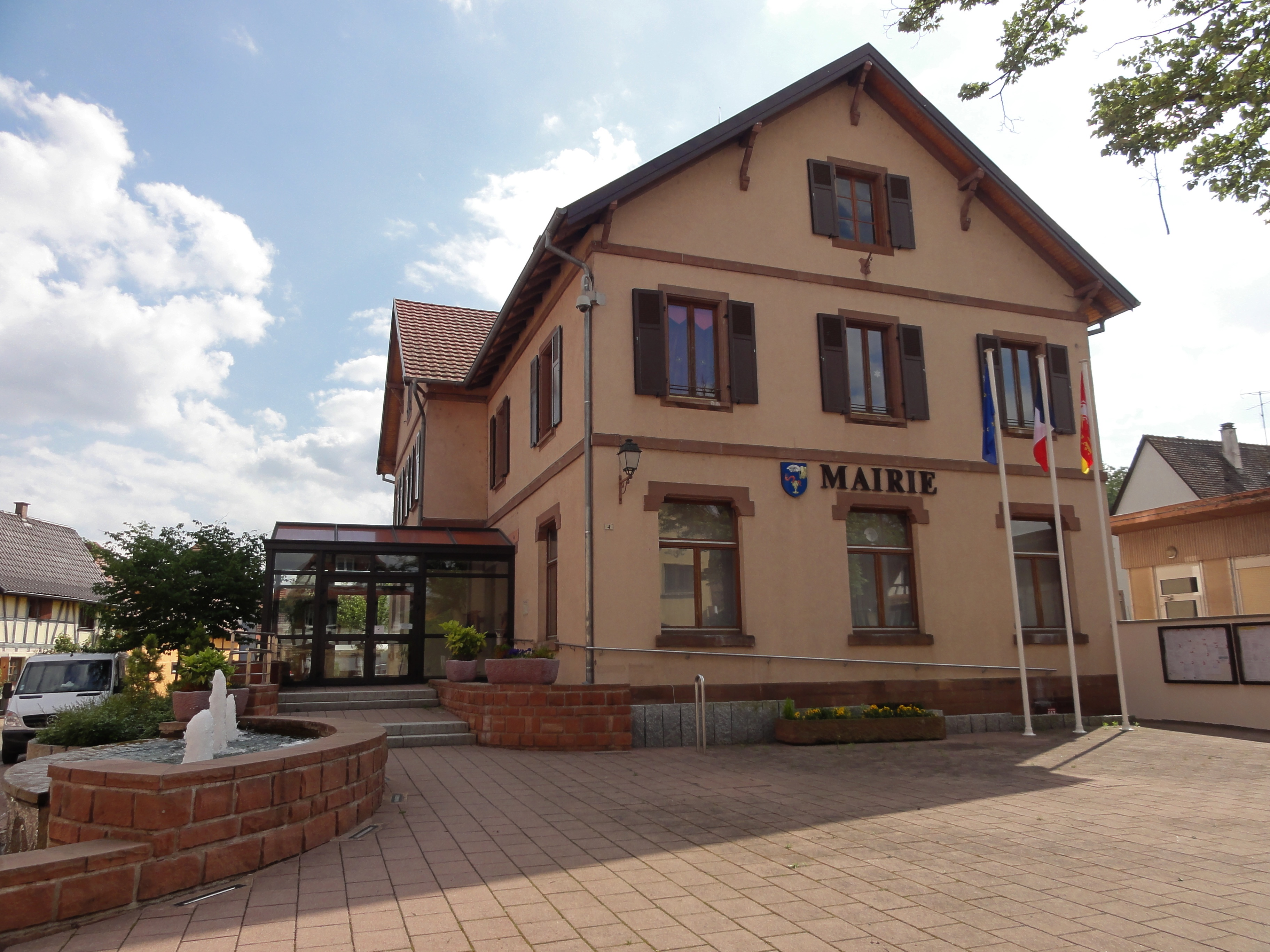
Mairie-école de Hangenbieten.
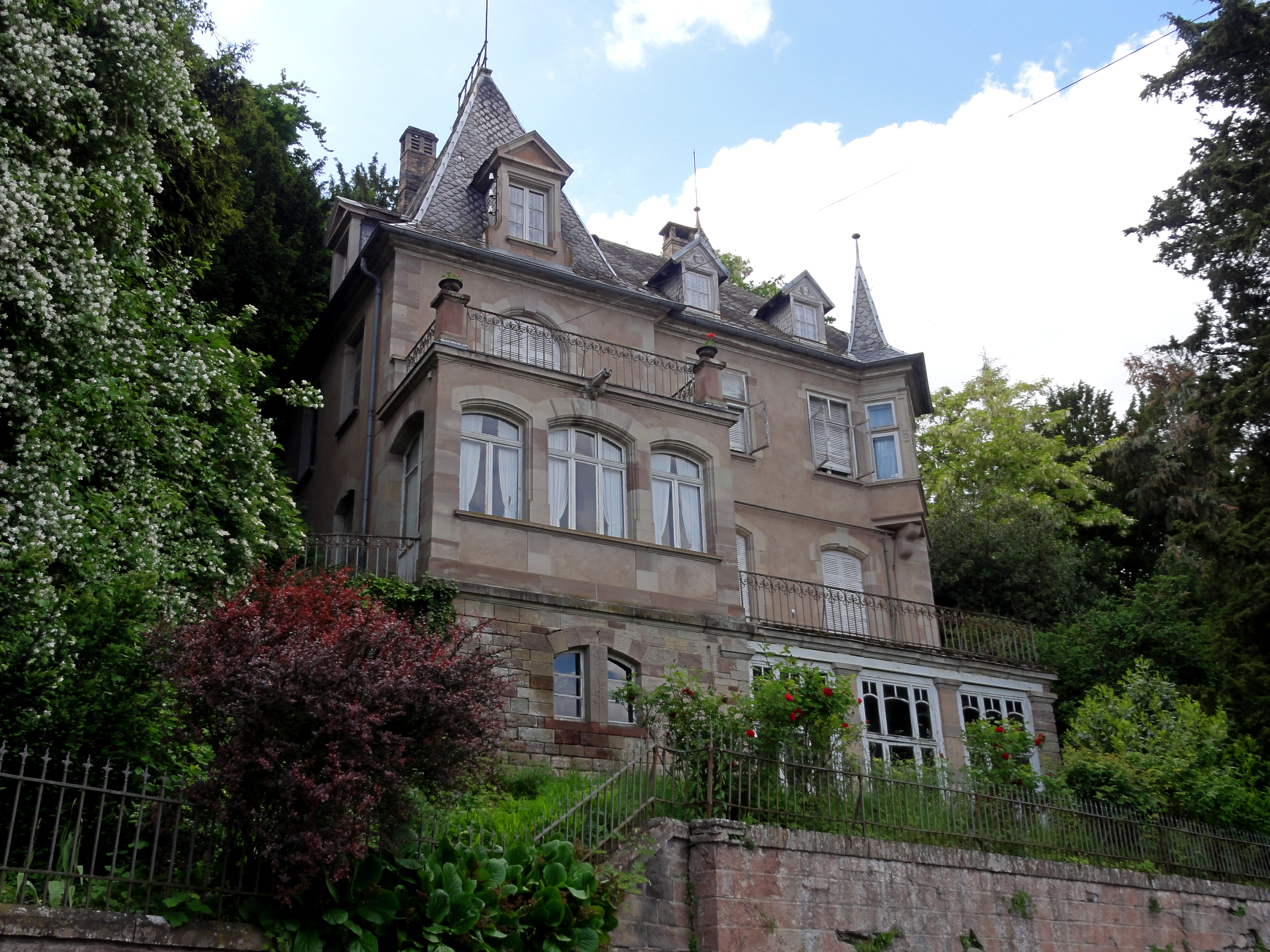
Château (XXe), 5 rue du Château.
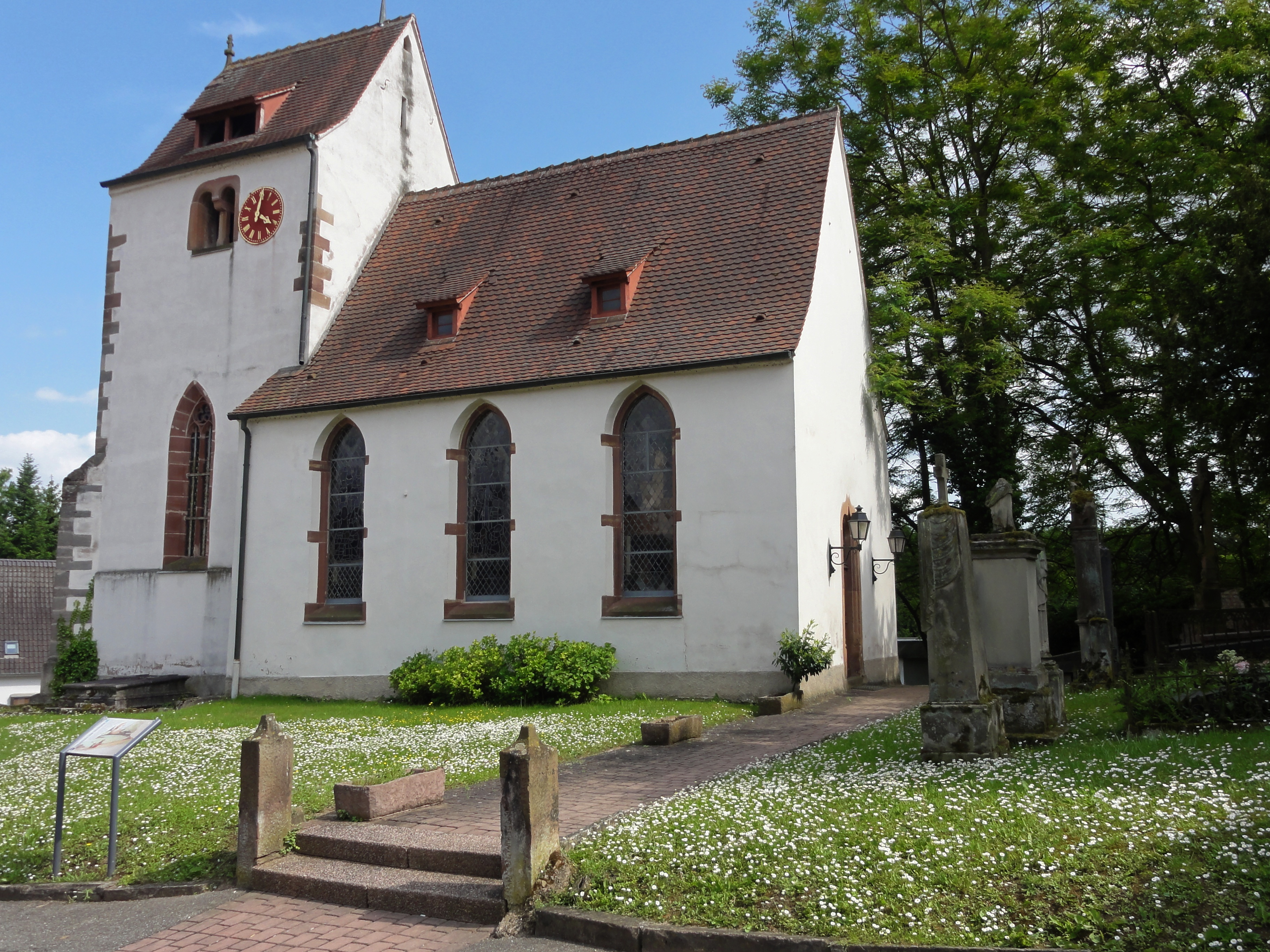
Église protestante (XIIe-XVe).
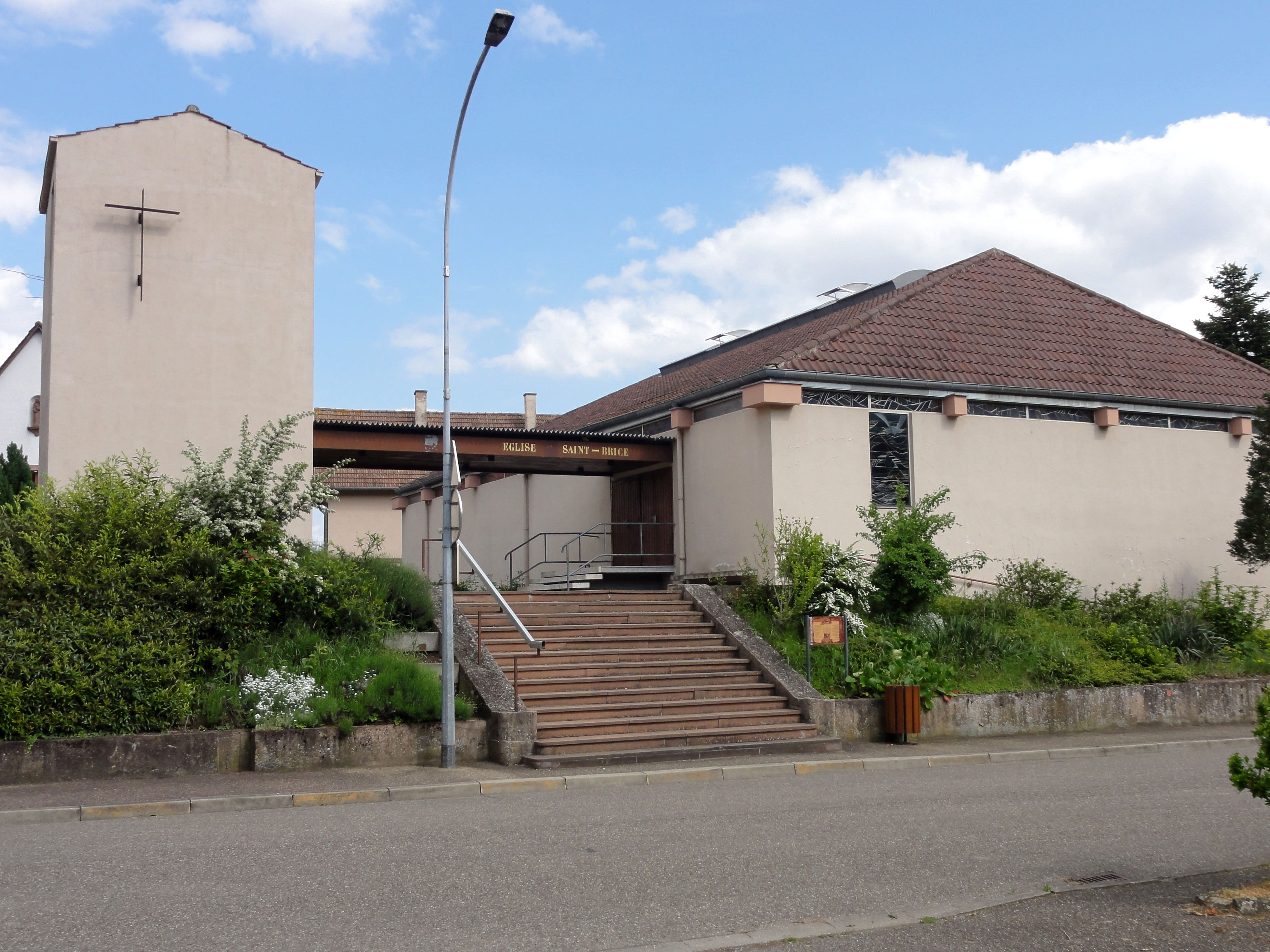
Église catholique Saint-Brice (1966), rue des Églises.
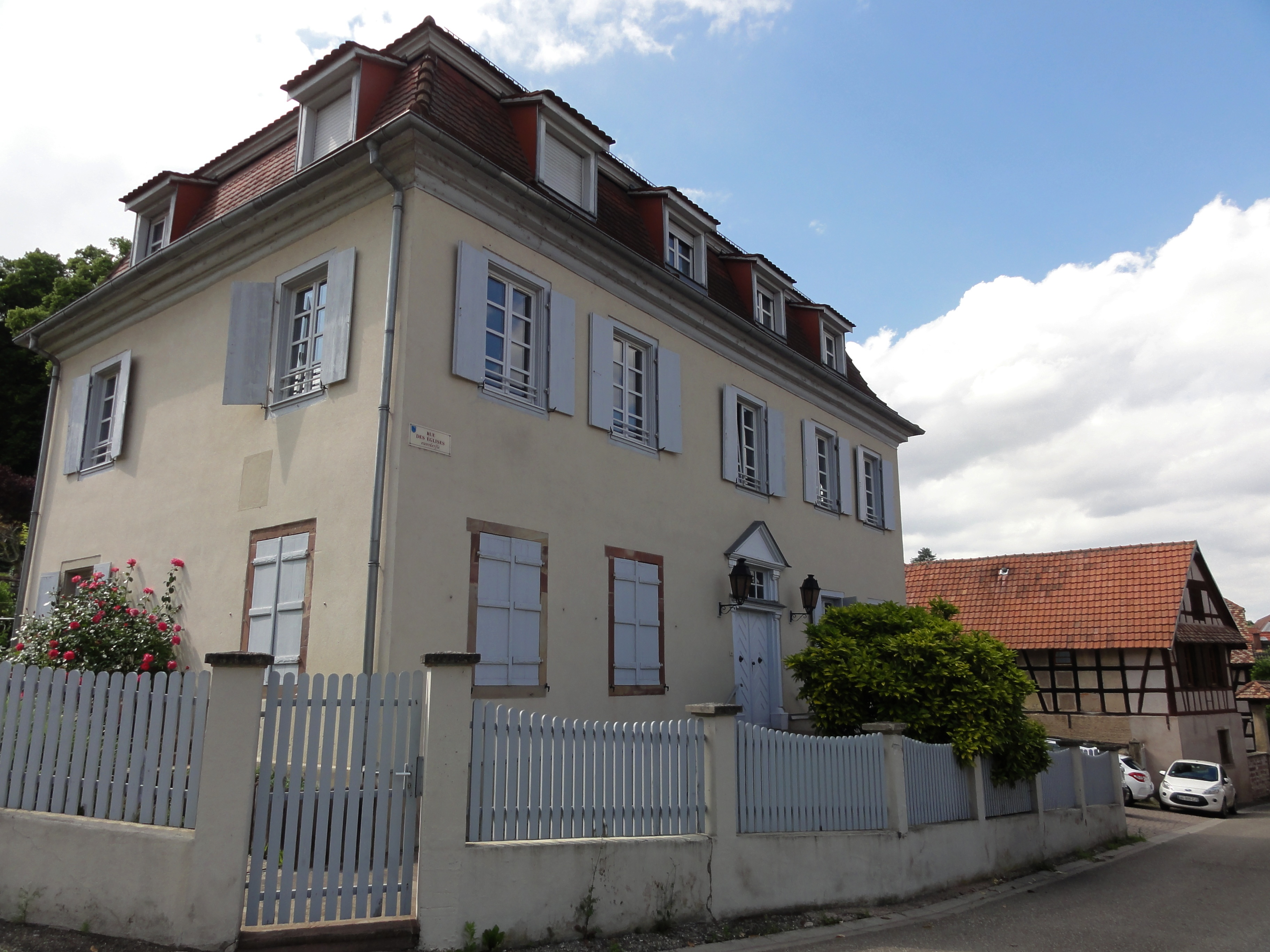
Presbytère (1722), 14 rue des Églises.
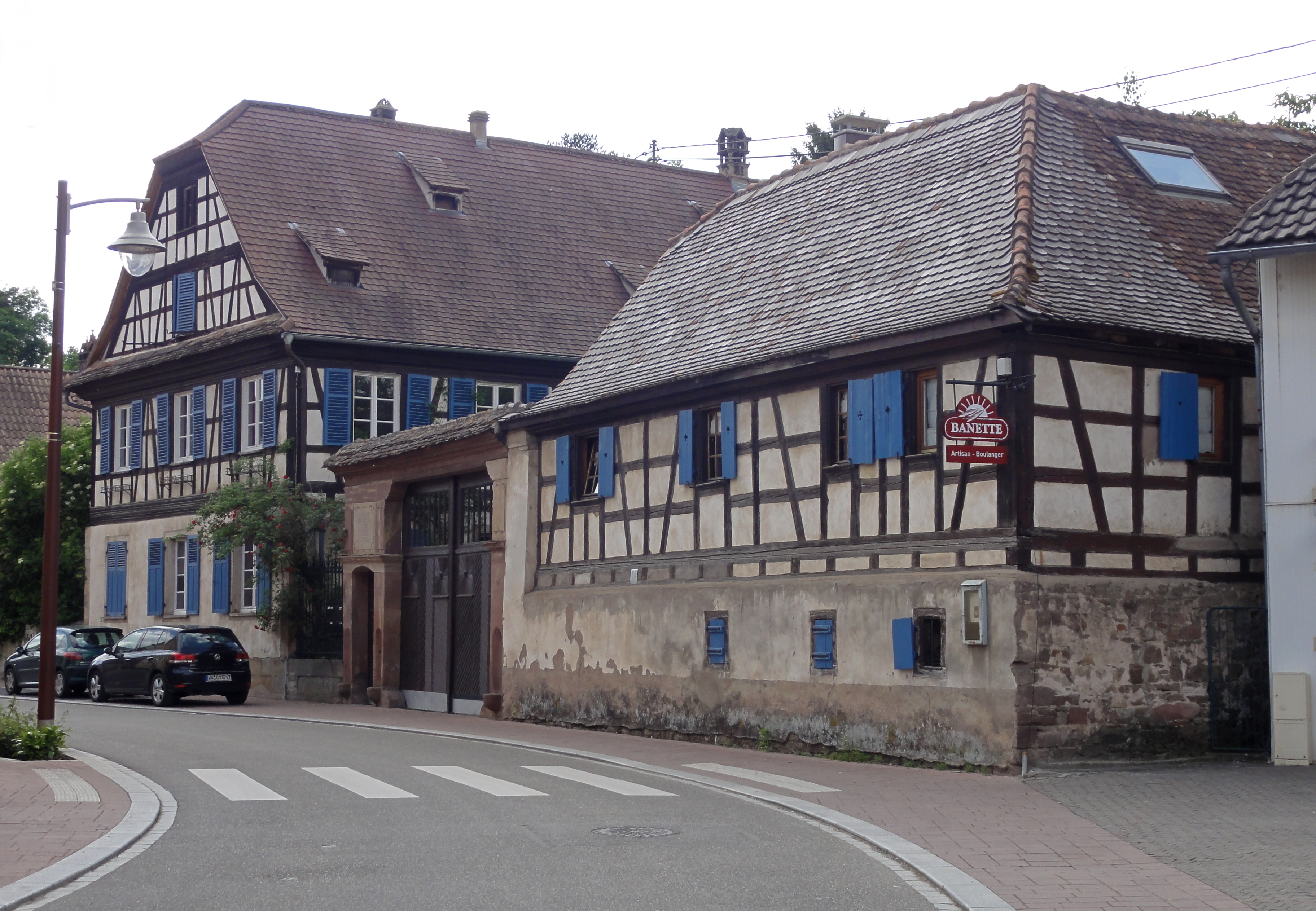
Ferme (1829), 9 rue de la Libération.
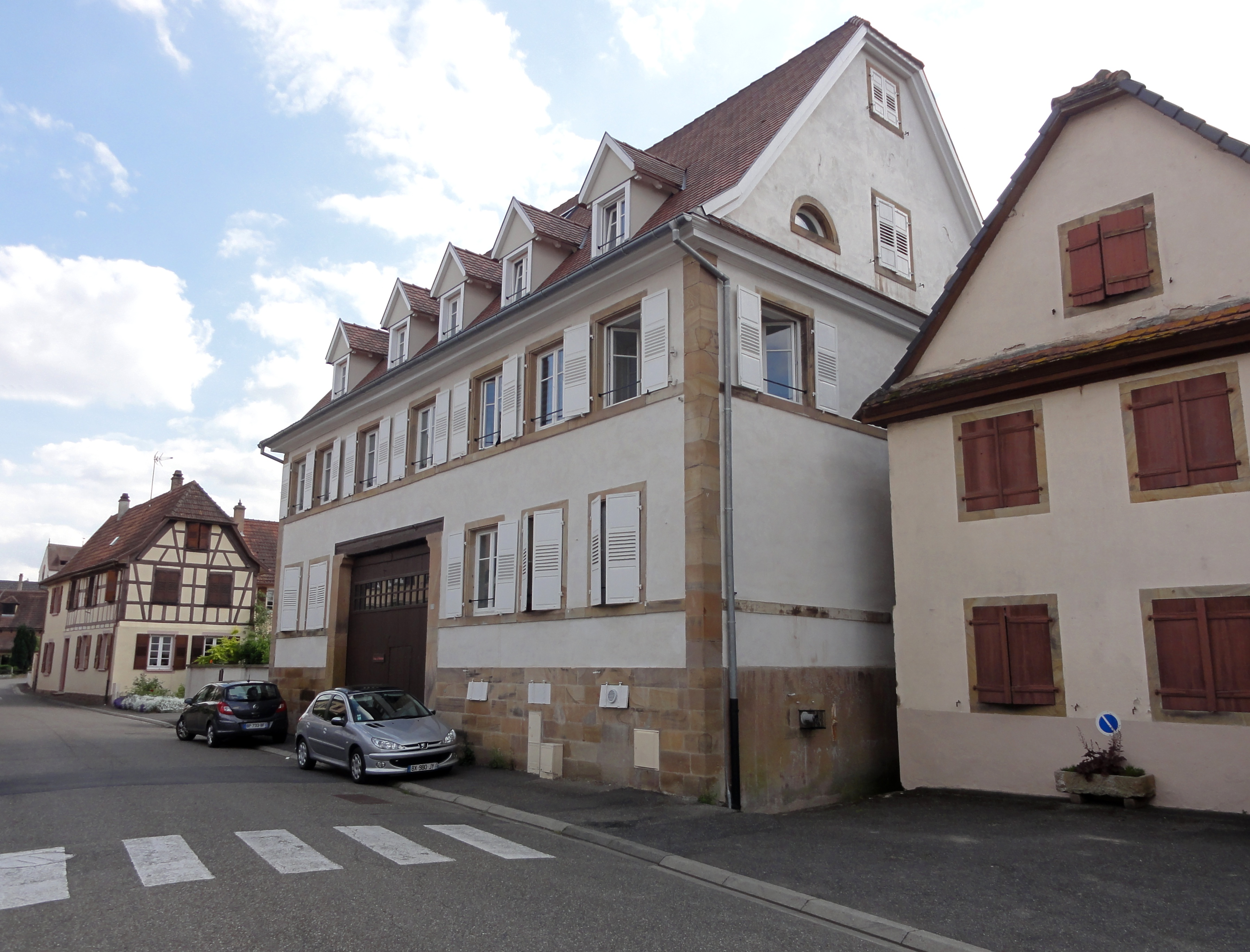
Ferme (1866), 6 rue des Églises.

## Entreprise

### Lohr Industrie
Hangenbieten abrite le siège de Lohr Industrie.

## Personnalités liées à la commune
- Robert Lohr est le fondateur de Lohr Industrie.
- Gilbert-Joseph-Martin Bruneteau de Sainte-Suzanne (1760-1830), général des armées de la République et de l'Empire dont le nom est gravé sous l'Arc de Triomphe (14e colonne « sainte Suzanne »), inhumé dans l'ancien cimetière, contre le côté sud de la nef de l'église paroissiale.